# 黃包車

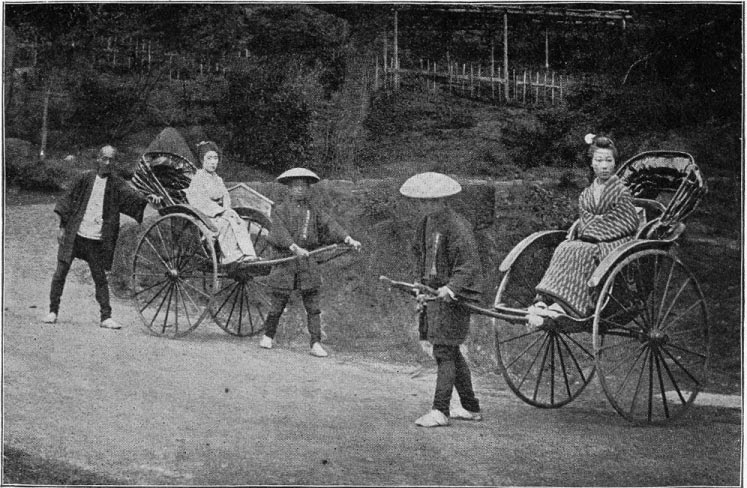
日本的人力车，摄于约1897

黃包車是一種两轮或三轮的交通工具，其上设有可供一到二人乘坐的座位。黄包车在传统上以人力驱动，由一個人在前面拉行或在后方推行（一般称之为“人力车”），但近几十年来亦有人力链式乃至电驱的黃包車（一般称为三輪車或機動三輪車）。
黃包車最初是指人力车，即通常由一人拉动、载有一名乘客的两轮或三轮车辆。英语中的“黄包车”（Rickshaw）一词首次被使用是在1879年。随着时间的推移，自行黄包车（也称为三轮车）、机动黄包车和电动黄包车等被发明出来，并取代了原来的人力车，但也有少数例外，即用于旅游业。
人力车是19世纪亚洲城市中一种流行的交通工具，也是男性劳动力的就业来源。人力车的出现与当时新兴的滚珠轴承系统知识有关。随着汽车、火车和其他交通工具的普及，人力车的受欢迎程度逐渐下降。
在21世纪，由于租赁成本低廉，机动黃包車作为出租车的替代品，在一些城市越来越受欢迎。孟加拉国是世界上黃包車数量最多的国家，仅首都达卡每天就有 40,000 辆黃包車在运营。2023 年，联合国教科文组织将黃包車和黃包車艺术列为孟加拉国的“非物质遗产”。

## 拓展阅读
- Bandyopadhyay, Subir. . Minerva Associates Publications. 1990. ISBN 978-8185195278.
- Fung, Chi Ming. . Hong Kong University Press. Royal Asiatic Society of Great Britain and Ireland. 2005. ISBN 978-9622097346.
- Indian Institute of Economics. . A.P. 1962.
- Mulhall, Priscilla. . Illinois Institute of Technology. 2010.
- Warren, James Francis. . NUS Press. 2003. ISBN 978-9971692667.